# Novo Petrovo Polje
Novo Petrovo Polje est un village de la municipalité de Crnac située dans le comitat de Virovitica-Podravina en Croatie.